# Assedio di Fort Jesus
L'assedio di Forte Jesus fu un assedio del forte portoghese a Mombasa condotto dall'esercito dell'Imam dell'Oman, Sayf bin Sultan, dal 13 marzo 1696 al 13 dicembre 1698.
La dinastia al-Ya'arubi si era espansa dopo l'espulsione dei portoghesi dall'Oman nel 1650. Gli Omaniti attaccarono i possedimenti portoghesi in Africa orientale e si dedicarono al commercio degli schiavi. Nel 1660 attaccarono Mombasa per la prima volta, saccheggiando la città, ma non riuscirono a catturare il forte.
Quando gli Omaniti circondarono Forte Jesus nel 1696, la guarnigione consisteva in 50-70 soldati portoghesi e diverse centinaia di arabi fedeli al Portogallo. La fame e la malattia decimarono la guarnigione e la popolazione civile che si era rifugiata nel forte. La regina di Zanzibar inviò rifornimenti al forte, ma nessun rinforzo arrivò dai portoghesi fino a quando l'assedio non fu tolto nel dicembre del 1696.
Ben presto gli Omaniti tornarono all'attacco e le malattie uccisero i restanti soldati portoghesi. La difesa del Forte fu lasciata nelle mani dello sceicco Daud di Faza con diciassette membri della sua famiglia, 8 uomini africani e 50 donne africane. I rinforzi portoghesi arrivarono tra il 15 settembre e il dicembre del 1697. Dopo un altro anno di assedio, nel dicembre del 1698, la guarnigione comprendeva solo il capitano, nove uomini e un prete. L'ultimo attacco dell'Oman il 13 dicembre catturò il forte. Appena sette giorni dopo la sua cattura, una flotta di soccorsi portoghesi arrivò nelle acque di Mombasa, solo per vedere la fortezza persa. L'assedio durò quasi tre anni. Mombasa rimase nelle mani dell'Oman fino al 1728.

## Fonti
- Beck, Sanderson .  Africa and Slavery 1500–1800.
- LetsGoToKenya.com.  Fort Jesus, Mombasa (archiviato dall'url originale il 13 luglio 2018).